# Oospila multiplagiata
Oospila multiplagiata är en fjärilsart som beskrevs av W. Warren 1897. Oospila multiplagiata ingår i släktet Oospila och familjen mätare. Inga underarter finns listade i Catalogue of Life.